# کراش تیم ریسینگ نیترو-سوخت
کراش تیم ریسینگ نیترو-سوخت (به انگلیسی: Crash Team Racing Nitro-Fueled) یک بازی ویدئویی در سبک مسابقه‌ای است که توسط شرکت بیناکس توسعه یافته و به‌وسیلهٔ اکتیویژن در تاریخ ۲۱ ژوئن ۲۰۱۹ (۳۱ خرداد ۱۳۹۸) برای نینتندو سوئیچ، پلی‌استیشن ۴ و اکس‌باکس وان عرضه شد، اما برای ویندوز عرضه نشد.  این بازی نسخه ارتقا یافته بازی کراش تیم ریسینگ به‌شمار می‌رود که در ابتدا و در سال ۱۹۹۹ بوسیله شرکت ناتی داگ برای کنسول پلی‌استیشن توسعه یافته بود. نیترو-سوخت هفدهمین نسخه از مجموعه بازی‌های کراش باندیکوت، و به‌طور کلی چهارمین بازی مسابقه‌ای در این سری محسوب می‌شود.
از قابلیت‌هایی که به این بازی اضافه شده می‌توان به امکان ارتقا دادن و تغییر ماشین‌ها، گرافیک بهبود یافته، اضافه شدن مراحل و شخصیت‌های جدید، حرکات نمایشی شخصیت‌ها در حین رانندگی، اضافه شدن حالت آنلاین و همچنین مراحل بازی کراش نیترو کارت در این بازی اشاره کرد.